# Майк Лівінґстон (веслувальник)
Майк Лівінґстон (англ. Mike Livingston, 21 вересня 1948) — американський академічний веслувальник.
Срібний призер Олімпійських Ігор 1972 року в складі вісімки, учасник 1968 року.